# George Luke Smith
George Luke Smith (* 11. Dezember 1837 in New Boston, Hillsborough County, New Hampshire; † 9. Juli 1884 in Hot Springs, Arkansas) war ein US-amerikanischer Politiker. Zwischen 1873 und 1875 vertrat er den Bundesstaat Louisiana im US-Repräsentantenhaus.

## Werdegang
George Smith besuchte nach der Grundschule das Union College in Schenectady im Bundesstaat New York. Während des Bürgerkrieges diente er im Heer der Union. Dort war er für den Nachschub zuständig. Nach dem Krieg zog er nach Shreveport in Louisiana, wo er im Handel tätig wurde. Außerdem wurde er Eigentümer der Zeitung „Shreveport Southwestern Telegram“ und Präsident der Shreveport Savings Bank & Trust Co. Gleichzeitig begann er als Mitglied der Republikanischen Partei eine politische Laufbahn. Zunächst bekleidete er in seiner neuen Heimat einige lokale Ämter. Von 1870 bis 1872 gehörte er dem Repräsentantenhaus von Louisiana an.
Nach dem Tod des im Jahr 1872 gewählten Abgeordneten Samuel Peters, der noch vor seinem Amtsantritt starb, wurde Smith bei der fälligen Nachwahl für den vierten Sitz von Louisiana als dessen Nachfolger in das US-Repräsentantenhaus in Washington, D.C. gewählt. Dort trat er am 24. November 1873 sein neues Mandat an. Bis zum 3. März 1875 beendete er die laufende Legislaturperiode des Kongresses. Bei den Wahlen des Jahres 1874 unterlag er dem Demokraten William M. Levy.
Im Jahr 1876 spielte Smith eine wichtige Rolle bei den umstrittenen Präsidentschaftswahlen zwischen Rutherford B. Hayes und Samuel J. Tilden. Er war maßgeblich an der Mehrheitsbeschaffung der republikanischen Stimmen in Louisiana beteiligt. Zwischen 1878 und 1879 leitete Smith die Zollbehörde im Hafen von New Orleans. Danach zog er nach Hot Springs in Arkansas, wo er in der Immobilienbranche tätig war. Dort ist er am 9. Juli 1884 auch gestorben.